# مازي هيرونو
مازي كيكو هيرونو (بالإنجليزية: Mazie Keiko Hirono) هو سياسية أمريكية من الحزب الديمقراطي ولدت في يوم 3 نوفمبر 1947 في كوري في اليابان. هي عضوة في مجلس الشيوخ الأمريكي كممثلة عن ولاية هاواي منذ سنة 2013. وسبق لها أن كانت عضوة في مجلس النواب الأمريكي. أكملت دراسة علم النفس في جامعة هاواي وهي العضوة الوحيدة المهاجرة إلى الولايات المتحدة.